# Jay-Dee Geusens
Jay-Dee Geusens (* 5. März 2002 in Genk) ist ein belgischer Fußballspieler.

## Karriere

### Verein
Jay-Dee Geusens erlernte das Fußballspielen beim belgischen Verein KRC Genk. Am 26. September 2021 debütierte der offensive Mittelfeldspieler für die Profimannschaft Genks am 9. Spieltag der Division 1A 2021/22 beim 3:0-Heimsieg gegen den RFC Seraing, als er in der zweiten Halbzeit eingewechselt wurde. Auch in der Saison 2022/23 verblieb es bei einem Kurzzeiteinsatz bei 40 möglichen Ligaspielen in der ersten Mannschaft. Außerdem wurde er für Jong Genk, der U23-Mannschaft des KRC Genk, die ab dieser Saison in der Division 1B spielte, eingesetzt. Hier kam er 24 von 32 möglichen Ligaspielen, in denen er fünf Tore schoss.
Für die Saison 2023/24 wurde er nur im Kader der U 23-Mannschaft gelistet.

### Nationalmannschaft
Geusens wurde 2017 erstmals für die belgische U15 nominiert. Am 15. November 2019 debütierte er für die U18 beim 3:3-Remis im Freundschaftsspiel gegen Tschechien. Er wurde in der zweiten Halbzeit eingewechselt und schoss zwei Tore.

## Erfolge
KRC Genk
- Belgischer Pokalsieger: 2021

al-Jazira Club
- UAE-Arabian-Gulf-Cup-Sieger: 2025